# Генри II Синклер, граф Оркнейский
Генри II Синклер (ок. 1375—1420) — граф Оркнейский, вассал Норвегии и Шотландии, участник битвы при Азенкуре.

## Биография
Представитель шотландского баронского рода Синклер. Старший сын и преемник Генри I Синклера, графа Оркнейского, от брака с Джейн Хелибёртон, дочерью сэра Джона Хелибёртона из Дирлетона. В 1400 году, после смерти своего отца, Генри Синклер унаследовал Оркнейские острова. Находился в двойной вассальной зависимости от Норвегии и Шотландии.
В сентябре 1402 года Генри Синклер участвовал на стороне шотландцев в битве при Хомильдон-Хилле с англичанами. Шотландцы понесли тяжёлое поражение, а весь цвет шотландского рыцарства оказался в английском плену. Среди пленников был Генри Синклер, граф Оркни, но затем он был освобождён за выкуп.
В марте 1406 года Генри Синклер сопровождал принца Якова, герцога Ротсея, второго сына короля Шотландии Роберта III, во время его путешествия во Францию. Корабль, на котором плыл принц Яков со свитой, был захвачен английскими пиратами. Генри Синклер вместе с принцем Яковом попал в английский плен, но вскоре был освобождён.
В 1420 году граф Оркнейский Генри Синклер скончался от гриппа.

## Семья и дети
Около 1407 года женился на Эгидии Дуглас, дочери сэра Уильяма Дугласа из Нитсдейла (1370—1392) и Эгидии Стюарт, дочери короля Шотландии Роберта II Стюарта. Дети:
- Уильям Синклер (1410—1484), 3-й граф Оркнейский (1420/1422—1470), 1-й граф Кейтнесс (1455—1476), лорд-адмирал Шотландии, лорд-канцлер Шотландии (1454—1456)
- Беатрикс Синклер, муж с 1425 года — Джеймс Дуглас (1371—1443), 7-й граф Дуглас (1440—1443)